# Ella Milch-Sheriff
Ella Milch-Sheriff  (hebräisch אלה מילך-שריף, geboren 1. September 1954 in Haifa) ist eine israelische Komponistin.

## Leben
Ella Milch ist die Tochter von Lusia (1920–2008) und Baruch Milch (1907–1989). Ihr aus Galizien stammender Vater war Gynäkologe und leitete bis 1946 – als man ihn der Stadt verwies, weil er Jude ist – unter dem Pseudonym Jan Zielinski das städtische Krankenhaus im polnischen Oppeln. Die Eltern emigrierten 1948 nach Israel.
Ella Milch war bis zu dessen Tod mit dem Dirigenten Noam Sheriff verheiratet, zusammen haben sie zwei Söhne.
Sie leistete ihren Militärdienst, studierte Gesang (Mezzosopran) und Komposition bei Tzvi Avni und graduierte an der Rubin Academy of Music der Universität Tel Aviv. Milch-Sheriff komponiert Opern, Orchesterwerke, Kammermusik und Vokalmusik. Im Jahr 2005 erhielt Milch-Sheriff für ihre Kompositionen den Israelischen Premierminister-Preis. Mit Nava Semel komponierte sie auf der Basis deren Romans Und die Ratte lacht eine Oper, die den Rosenblume-Preis erhielt, die Oper wurde ins Repertoire des Cameri-Theaters aufgenommen. Mit Semel schrieb sie 2010 erneut eine Oper, Flugstunden. 2007 wurde ihr Werk für Chor und Orchester Dark am I beim Israel Festival uraufgeführt. Sie schrieb ein Streichquartett und 2008 ein Klavierkonzert.
Auf der Grundlage des Tagebuchs ihres Vaters Baruch Milch, das dieser 1943/44 im besetzten Polen geführt hatte, als er durch die Gräueltaten des NS-Terrors seine erste Frau und seinen kleinen Sohn verlor, komponierte Milch-Sheriff zunächst die 2003 uraufgeführte Kantate Ist der Himmel leer? und veröffentlichte 2008 das Buch Ein Lied für meinen Vater. Das Staatstheater Braunschweig erteilte ihr daraufhin einen Kompositionsauftrag für eine Kammeroper, die mit dem Libretto von Yael Ronen 2010 unter dem deutschen Titel Baruchs Schweigen uraufgeführt wurde. Die Kammeroper wurde 2015 erneut im Stadttheater Fürth von Regisseur Bruno Berger-Gorski inszeniert. Die österreichische Erstaufführung  von Baruchs Schweigen erfolgte im Rahmen des Festivals „EntarteOpera“ am 7. September 2016 im Semperdepot/Atelierhaus der Akademie der bildenden Künste Wien mit den Solisten Hermine Haselböck (Tochter), Duccio Dal Monte (Vater), Ingrid Habermann (Mutter), Christian Schulz (Dirigent), Beverly und Rebecca Blankenship (Regie), Susanne Thomasberger (Ausstattung), Victoria Coeln (Lichtdesign).
Am 14. November 2015 wurde in der Bundeskunsthalle Bonn die auf Hebräisch und Polnisch gesungene Kammeroper Gespräch mit einem Stein nach einem Text von Wisława Szymborska szenisch uraufgeführt. Am Theater Regensburg feierte am 27. Januar 2018 ihre Oper Die Banalität der Liebe über die Beziehung zwischen Hannah Arendt und Martin Heidegger Uraufführung. Das Libretto verfasste Savyon Liebrecht auf Grundlage ihres Stückes die banalität der liebe.

## Werke (Auswahl)
- (Hrsg.): Baruch Milch: Can heaven be void?. Jerusalem : Yad Vashem, 2003
- Noam Sheriff: La follia : variations for symphony orchestra. 1984. Interpreten Düsseldorfer Symphoniker, Boris Pergamenschtschikow, Noam Sheriff, Ella Milch-Sheriff, C. Compact-Disk. Sankt Quirin (Tegernsee) : Col Legno, 2003 DNB 358440998
- Ein Lied für meinen Vater. Biografie. Übersetzung Ingeborg Prior. Berlin: Aufbau, 2008
- Baruchs Schweigen. Libretto Yael Ronen, Deutsch von Avishai Milstein. Braunschweig: Staatstheater Braunschweig, 2010
- Die Ratte lacht: eine Oper in Zehn Bildern. Hebräisch.
- Abschied. Ein Liederzyklus für Sopran und Orchester nach Gedichten von Else Lasker-Schüler. 2020[8]
- Alma. Oper in fünf Akten über Alma Mahler-Werfel, Uraufführung an der Volksoper Wien am 26. Oktober 2024[9]